# 베이더우

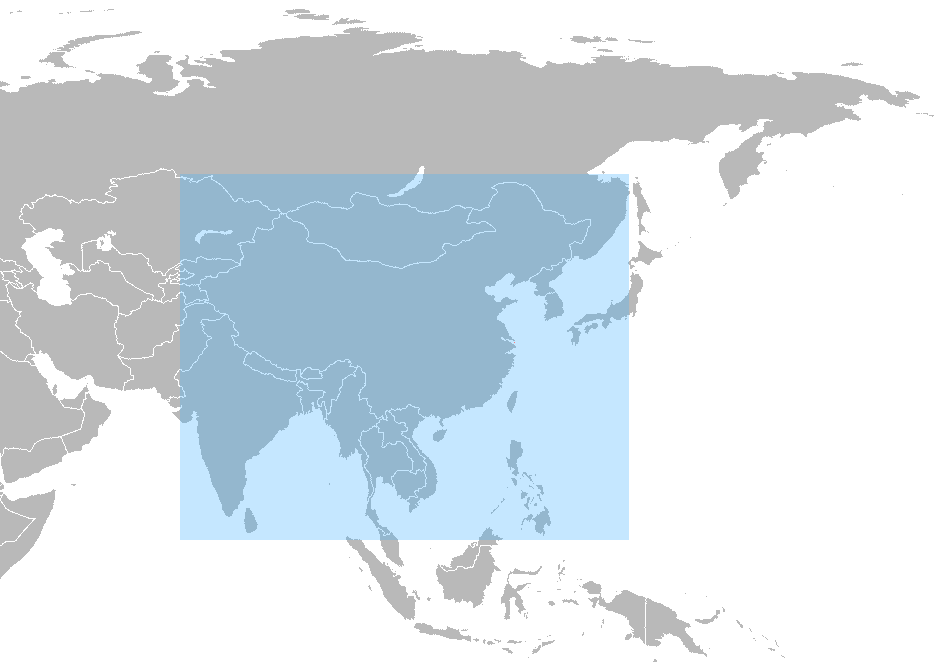
베이더우1의 커버리지(서비스구역)

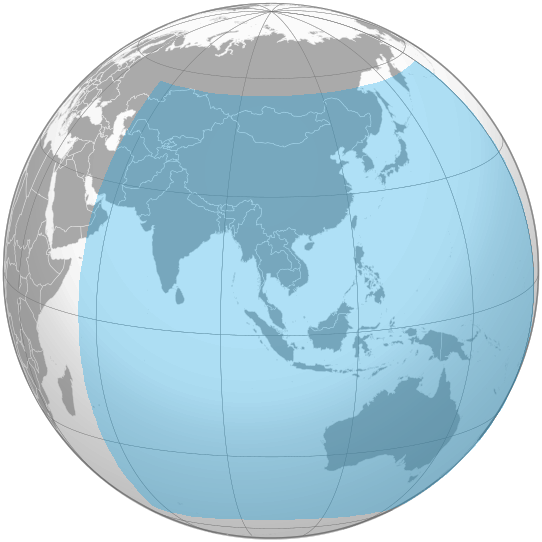
베이더우2의 커버리지(서비스구역)

베이더우(중국어 간체자: 北斗卫星导航系统, 정체자: 北斗衛星導航系統, 병음: Běidǒu wèixīng dǎoháng xìtǒng, BDS)는 중화인민공화국에서 구축한 범지구위성항법시스템 프로젝트이다. 이 프로젝트는 2000년에 제한적으로 운용된 시험 시스템과 전지구를 범위로 구축한 시스템을 모두 포함한다. 베이더우3로 완성되었다.

## 역사
첫번째 시스템은 베이더우위성항법시험시스템(중국어 간체자: 北斗卫星导航试验系统, 정체자: 北斗衛星導航試驗系統, 병음: Běidǒu wèixīng dǎoháng shìyàn xìtǒng)으로, 약칭은 베이더우-1이라고 불렸다. 2000년부터 세 개의 위성으로 중화인민공화국과 주변 지역을 포함하는 제한된 범위를 대상으로 운용되었다.
두번째 시스템은 베이더우위성항법시스템이며, 약칭으로 BDS, 베이더우-2, COMPASS 등으로 불린다. 35개 위성으로 범지구위성항법시스템을 완성하는 것을 목표로 한다. 2011년 12월, 중화인민공화국은 10개 위성으로 운용을 시작한다고 발표하고, 2012년 12월에는 아시아 태평양 지역으로 범위를 확대했다. 2020년 전지구를 범위로 서비스 할 계획이다.
2015년에 중화인민공화국은 전지구를 대상으로 하는 3세대 시스템(BDS-3)을 구축하겠다고 발표했다. BDS-3의 첫번째 위성은 2015년 3월 30일에 발사되었다. 2016년 2월, BDS-3의 위성 중 다섯 대가 궤도에 안착했다.
중국일보의 보도에 따르면, 중국위성항법위치확인협회는 위성항법시스템 구축후 15년이 지난 2015년 기준 연간 2000억 위안의 매출이 발생했다고 밝혔다.
베이더우는 완전히 구축되었을 때에 GPS보다 더 많은 국제적 사용과 더 나은 정확도를 기대받고 있다.
 3세대 베이더우는 밀리미터 수준의 정확도(후보정 포함)를 보이며, 이는 GPS의 정확도보다 열 배이상 좋은 성능일 것이라고 주장되고 있다.
2019년 3월 기준으로, 베이더우 위성 19기가 발사되었다. 2020년까지 16기를 추가 발사하여 35기로 시스템을 완성할 계획이다.

## 발사
- 2000년 10월 31일 Beidou-1A 창정 로켓, 시창 위성발사센터
- 2000년 12월 21일 Beidou-1B 창정 로켓, 시창 위성발사센터
- 2003년 5월 25일 Beidou-1C 창정 로켓, 시창 위성발사센터
- 2007년 4월 14일 Beidou-1D(2A) (Compass-M1) 창정 로켓, 시창 위성발사센터
- 2009년 4월 15일 Beidou-2 (Compass-G2) 창정 로켓, 시창 위성발사센터
- 2010년 1월 17일 Beidou-2 (Compass-G1) 창정 로켓, 시창 위성발사센터
- 2010년 6월 2일 Beidou-2 창정 로켓, 시창 위성발사센터

## 독자적 GNSS 서비스 구축 국가
- 러시아 - [GLONASS] - 26기
- 미국 - [GPS] - 24기
- 중화인민공화국 - [Beidou] - 25기(35기 목표)
- 인도 - [IRNSS] - 7기(9기 목표) - 인도 전체, 인도 외곽 1,500km 반경까지의 지역 한정 서비스
- 일본 - [QZSS] - 4기(7기 목표) - 동아시아, 남태평양 지역 한정 서비스
- 유럽 연합 - [Galileo] - 28기(30기 목표)

## 같이 보기
- GPS
- QZSS
- 글로나스
- 갈릴레오 (항법 시스템)
- 범지구위성항법시스템